# Хмыров, Всеволод Леонидович
Всеволод Леонидович Хмыров (род. 19 июля 1951) — советский и российский офицер-подводник и гидронавт. Герой Российской Федерации (28.01.1998). Контр-адмирал (22.02.1996). Кандидат технических наук (1999) .

## Биография
Родился 19 июля 1951 года в городе Рени Ренийского района Одесской области в семье железнодорожников. Начальную школу окончил в Рени, после учился в Бендерах, куда переехали его родители. Перед окончанием 8-го класса средней школы в тайне от родителей обратился в местный военкомат на предмет поступления в Нахимовское училище. Родители узнали о желании сына стать моряком, когда из училища пришло приглашение на сдачу вступительных экзаменов.
В 1966—1969 годах учился в Ленинградском Нахимовском военно-морском училище. Учёба давалась Хмырову тяжело — он трижды пытался забрать документы, но всякий раз его курсовой офицер уговаривал остаться. По окончании училища Всеволод Леонидович решил связать свою жизнь с атомными подводными лодками и собрался поступать в Каспийское высшее военно-морское Краснознамённое училище имени С. М. Кирова. Его выбор не был поддержан ни командиром роты, ни командиром Нахимовки контр-адмиралом В. Г. Бакарджиевым, и в 1969 году Хмыров поступил в Высшее военно-морское училище имени М. В. Фрунзе на штурманский факультет. Однако интерес к атомоходам не угас, и Всеволод Леонидович приложил все усилия, чтобы пройти практику на атомной подлодке. Темой его дипломной работы стали навигационные комплексы ракетных подводных крейсеров.
После окончания учёбы, в 1974 году на В. Л. Хмырова пришёл запрос из 3-й флотилии подводных лодок ВМФ СССР, где он проходил практику. На место службы в Гаджиево Хмыров прибыл 12 августа 1974 года, а 13 августа ушёл в свой первый поход. Первая должность — командир электронавигационной группы подводной лодки К-241 (1974—1976). С 1976 по 1979 год — командир БЧ-1 К-228, а с 1979 по 1981 год — помощник командира К-219.
В 1982 году окончил Высшие специальные офицерские классы ВМФ. По окончании классов был назначен старшим помощником командира атомной подводной лодки К-418. В 1986 году окончил Военно-морскую академию имени Маршала Советского Союза А. А. Гречко, после чего в октябре того же года был назначен командиром атомной подводной лодки К-241, на которой начинал свою службу.
Он накопил большой опыт плавания. Участвовал в 16 боевых службах. Разработал новую методику проверки отсутствия слежения за ракетным подводным крейсером противолодочными средствами вероятного противника, 4 методики деятельности командира корабля при обнаружении неисправности материальной части на боевой службе. С декабря 1988 — заместитель командира дивизии, подводных лодок. С мая 1992 года проходил службу в специальной воинской части Министерства обороны  Российской Федерации. 22 февраля 1996 года присвоено воинское звание контр-адмирал.
В ноябре 1995 года командир 10-го отряда гидронавтов войсковой части № 45707 контр-адмирал В. Л. Хмыров был председателем государственной комиссии по приёмке атомной глубоководной станции АС-35, а в июле 1996 года вместе с командиром 29-й бригады подводных лодок Северного Флота контр-адмиралом В. Н. Дроновым участвовал в её испытаниях.
Указом Президента Российской Федерации от 28 января 1998 года «за мужество и героизм, проявленные при испытании новой военно-морской техники в условиях, сопряжённых с риском для жизни», контр-адмиралу Хмырову Всеволоду Леонидовичу присвоено звание Героя Российской Федерации с вручением знака особого отличия — медали «Золотая Звезда» (№ 437).
16 июня 1999 года Всеволод Леонидович защитил учёную степень кандидата технических наук. В 2002 году принимал участие работах по подъему АПЛ «Курск». Именно Всеволод Леонидович, после обследования места катастрофы на борту атомной глубоководной станции, первым доложил о причине аварии: взрыв торпед на борту. С июля 2002 года контр-адмирал В. Л. Хмыров — в запасе.

### Деятельность на гражданской службе
После увольнения в запас перешёл на административную работу и в июле 2002 года стал главой администрации города Ломоносов Ленинградской области. С 3 декабря 2003 года глава администрации Фрунзенского района Санкт-Петербурга. После провала партии «Единая Россия» на муниципальных выборах во Фрунзенском районе Всеволода Леонидовича сместили с должности главы администрации. Показатели единороссов во Фрунзенском районе оказались одними из худших в Санкт-Петербурге, несмотря на то, что «накануне выборов глава Хмыров получил личное указание губернатора Матвиенко не препятствовать кампании Грызлова-младшего, но директивы ослушался». С 28 апреля 2009 года по июль 2011 года он работал заместителем председателя Жилищного комитета — начальник Управления по обращению с отходами производства и потребления Санкт-Петербурга. Именно Всеволод Леонидович отвечал за запуск программы утилизации автомобилей в Санкт-Петербурге. Председатель Санкт-Петербургской ассоциации рециклинга. Соучредитель ряда общественных организаций Санкт-Петербурга: РОО «Офицерский клуб Санкт-Петербурга» (с 10.02.2003), СПб РОО «Академия проблем безопасности, обороны и правопорядка» (с 15.09.2003), РОО «Попечительский совет ГОУ для детей-сирот и детей, оставшихся без попечения родителей» (с 20.01.2009).
Работает проректором по административно-хозяйственной части Санкт-Петербургского гуманитарного университета профсоюзов. Живёт в Санкт-Петербурге. На президентских выборах 2012 года был одним из доверенных лиц кандидата на должность Президента Российской Федерации В. В. Путина.

## Награды и звания
- Герой Российской Федерации (28 января 1998);
- орден «За службу Родине в Вооружённых Силах СССР» III степени (1990)[12];
- юбилейная медаль «300 лет Российскому флоту»;
- медаль «В память 300-летия Санкт-Петербурга»;
- юбилейная медаль «60 лет Вооружённых Сил СССР»[12];
- юбилейная медаль «70 лет Вооружённых Сил СССР»[12];
- медаль «За службу в подводных силах»;
- знак отличия «Подводник-гидронавт»;
- медаль «За безупречную службу» трёх степеней[12];
- медаль «Столетие подводных сил России»;
- нагрудный знак МЧС России «За заслуги»;
- знак отличия «За заслуги перед Санкт-Петербургом»[12].

## Оценки и мнения
Валентина Матвиенко:

Человек военный, честен и не ориентирован на какие-либо группы и кланы.

Бывший коллега по госслужбе, источник газеты «Фонтанка»:

Всеволод Леонидович — очень порядочный человек, и намерения у него всегда благие. Но, к сожалению, он начисто лишен каких-либо дипломатических задатков, поэтому пытался перенести на гражданские структуры армейские методы управления, а такая практика редко приводит к чему-то хорошему.
И следует учесть и то, что брался он всегда за самые безнадежные дела, требующие перелома огромной сложившейся системы, а действовал против крупных структур практически в одиночку. Ничего удивительного в том, что ничего завершить ему не удалось. Это — не его вина, а беда системы.

## Комментарии
1. ↑  Впоследствии сын офицера-воспитателя Юрия Николаевича Чистякова служил в дивизии, которой командовал В. Л. Хмыров[2]